# Cavernas de Soto
Cavernas de Soto (en inglés: DeSoto Caverns) son una serie de cuevas geológicas y una atracción turística ubicada en Childersburg, el Condado de Talladega, en Alabama, Estados Unidos. Situadas en las estribaciones de los Montes Apalaches, se promocionan como "las cuevas más Grandes de Alabama". Además de las cuevas, el parque ofrece varias atracciones, incluyendo el laberinto Lost Trail, un laberinto de tres cuartos acres, hay escaladas de pared, y un parque de diversiones temático. 
La llegada de Hernando de Soto y su expedición española en el año 1540 marcó el comienzo de la historia registrada en Alabama.
España fue el primer país europeo en descubrir y reclamar lo que es ahora de Alabama, y De Soto se convirtió en el primer europeo en explorar el interior norte de continente americano. En el momento de la entrada de De Soto en América, los indios Muskogean habitaban casi todo el sureste.
La expedición de De Soto pasó un poco más de cinco semanas en la capital de los Coosa. La misión tenía dos objetivos principales, encontrar oro y establecer la primera colonia española en el Nuevo Mundo. El jefe de los Coosa acogió con satisfacción a de Soto durante una ceremonia que tuvo lugar cerca de la entrada de las cavernas de Soto.